# Янь Хуэй
Янь Хуэ́й (кит. упр. 焉会, пиньинь Yān Huì; род. 23 сентября 1995, Байшань, Китай) — китайская кёрлингистка.
В составе женской сборной Китая участница чемпионата мира 2018.

## Достижения
- Тихоокеанско-азиатский чемпионат по кёрлингу: бронза (2017).

## Команды
| Сезон                                             | Четвёртый  | Третий      | Второй       | Первый      | Запасной                       | Турниры            |
| ------------------------------------------------- | ---------- | ----------- | ------------ | ----------- | ------------------------------ | ------------------ |
| 2017—18                                           | Цзян Илунь | Цзян Синьди | Яо Минъюэ    | Янь Хуэй    | Сю Мэн тренер: Марсель Рок     | ТАЧ 2017           |
| 2017—18                                           | Цзян Илунь | Цзян Синьди | Яо Минъюэ    | Янь Хуэй    |                                |                    |
| 2018—19                                           | Цзян Илунь | Ван Жуй     | Цзян Синьди  | Янь Хуэй    | Яо Минъюэ тренер: Тань Вэйдун  | ЧМ 2018 (7 место)  |
| 2018—19                                           | Zhang Di   | Wang Meini  | Фань Суюань  | Янь Хуэй    |                                |                    |
| 2019—20                                           | Han Siyu   | Фань Суюань | Yu Jiaxin    | Янь Хуэй    | Zhang Di                       |                    |
| 2020—21                                           | Хань Юй    | Дун Цзыци   | Чжан Лицзюнь | Цзян Синьди | Янь Хуэй тренер: Марко Мариани | ЧМ 2021 (10 место) |
| Кёрлинг для смешанных пар (mixed doubles curling) |            |             |              |             |                                |                    |
| 2019—20                                           | Янь Хуэй   | Ku Cheng    |              |             |                                | [ 2 ]              |

(скипы выделены полужирным шрифтом)